# Makoto Asashima
Makoto Asashima (japonès: 浅島誠)  (Sado, 1944) és un biòleg del desenvolupament japonès conegut per la seva investigació pionera sobre l'activina. És professor emèrit de la Universitat de Tòquio i la Universitat de la ciutat de Yokohama. També és vicepresident de la Universitat de Ciència de Tòquio.

## Biografia
Asashima va néixer a Sado, Niigata el 1944. Es va graduar a la Universitat d'Educació de Tòquio el març de 1967 i va rebre el seu doctorat a la mateix universitat el 1972. Va ser becari postdoctoral amb Heinz Tiedemann a la Universitat Lliure de Berlín entre 1972 i 1974, i membre de la facultat de la Universitat de la ciutat de Yokohama entre 1972 i 1993, abans de ser nomenat professor a la Universitat de Tòquio el 1993.

## Contribució
Asashima i els seus companys van identificar l'activina el 1990, que presenta una àmplia gamma d'activitats biològiques, inclosa la regulació de la proliferació i diferenciació cel·lular.

## Reconeixements
- 1994: Premi acadèmic de la Fundació Kihara Memorial (Japó)[3]
- 2001: Premi Imperial de l'Acadèmia del Japó (Japó)[3]
- 2008: Persona de mèrit cultural (Japó)[3]
- 2008: Erwin-Stein-Preises (Alemanya)[3]